# Carilao
Carilao (in greco antico: Χαρίλαος?, Charílaos; Sparta, ... – ...; fl. IX secolo a.C.) è stato un mitico re di Sparta della dinastia Euripontide.

## Biografia
Detto anche Carillo (in greco antico: Χάριλλος?, Chárillos), secondo Erodoto Carilao era figlio di Eunomo, mentre Pausania e Plutarco lo considerano figlio di Polidette. Le fonti sono in ogni caso concordi nel considerarlo padre di Nicandro.
Secondo Plutarco sarebbe divenuto re alla nascita, succedendo al padre Polidette di cui era figlio postumo. Il suo tutore e reggente sarebbe stato lo zio Licurgo, il mitico legislatore di Sparta.
Durante il suo regno sarebbero iniziate le ostilità con Argo e con Tegea. Carilao avrebbe infatti invaso l'Argolide e guidato una spedizione contro Tegea.
Plutarco lo descrive con un'indole estremamente buona e mite, tanto da testimoniare che il suo collega Archelao un giorno disse a dei concittadini che ne stavano tessendo l'elogio:
(Plutarco, Vita di Licurgo, 5, 5 traduzione di Carlo Carena, Mondadori 1984)
Alla sua morte, il trono euripontide passò al figlio Nicandro.